# FAB-500
FAB-500 (ryska: ФАБ-500, akronym av: фугасной авиационная бомба, ”minflygbomb”) är en sovjetisk/rysk beteckning för minbomber i 500kg-klassen ämnade att släppas från flygplan och helikoptrar. Det avser alltså inte en egentlig familj av bomber, utan ett samlingsnamn för bomber av samma viktklass. Den första bomben med namnet togs i bruk 1931 (tillsammans med bomber av andra viktklasser) och producerades i ett antal varianter fram till mitten av andra världskriget.

## Varianter
- FAB-500sv (ryska: ФАБ-500св) – Konstruerad 1929–1931 tillsammans med den nerskalade FAB-250sv. Hopbultad konstruktion. Minladdning: 235 kg trotyl; tändrör: spetsrör, basrör. Längd: 2426–2440 mm; tungdpunktens avstånd från spetsen: 751–761 mm; kaliber: 449,5–452,5 mm.[1]
  - FAB-500sv (modell 1931) – Vikt: 507,0 kg.[1]
  - FAB-500sv (modell 1932) – Vikt: 507,3 kg. Tillägg av extra fastnitat bombstöd bakom upphängningsöglan.[1]
  - FAB-500sv (modell 1933) – Vikt: 509,8 kg. Extra bombstödet bytt från fastnitad konstruktion till klämbandsinfästning runt bombens liv.[1]
  - FAB-500sv (modell 1934) – Vikt: 511,3 kg. Bomböglans infästning förstärkt med ett klämband runt bombens liv.[1]
  - FAB-500sv (modell 1935) – Vikt: 508,3 kg. Viktminskad konstruktion om 3 kilo. Svetsat akterparti.[1]
- FAB-500M-43 (ryska: ФАБ-500М-43, modell 1943) – Helsvetsad minbomb av lång konstruktion.[källa behövs]
- FAB-500M-44 (ryska: ФАБ-500М-44, modell 1944) – Helsvetsad minbomb av kort konstruktion.[källa behövs]
- FAB-500M-46 (ryska: ФАБ-500М-46, modell 1946) – Helsvetsad minbomb av kort konstruktion med nosring för extra luftmotstånd.[källa behövs]
- FAB-500M-54 (ryska: ФАБ-500М-54, modell 1954) – Bomb med tjockare skal för bättre inträngningsförmåga och splitterverkan.[2]
- FAB-500M-62 (ryska: ФАБ-500М-62, modell 1962) – Bomb med mer strömlinjeformat skal för att kunna bäras som extern last i överljudsfart.[3][4]
  - FAB-500M-62T – Bomb utvecklad för attackversionen av MiG-25. Designad för att klara hög friktionsvärme vid extrem överljudsfart.
- FAB-500Sj (ryska: ФАБ-500Ш) – Fallskärmsbomber.
  - FAB-500SjL (ryska: ФАБ-500ШЛ) – Minbomb med bombfallskärm för att kunna fällas från låg höjd.[5][6]
  - FAB-500SjN (ryska: ФАБ-500ШН) – Sprängbomb med bombfallskärm för att kunna fällas från låg höjd, försedd med zonrör för luftbrisad.[5]
- FAB-500TS – Halvpansarbomb med tjockt skal för bättre djupinträngning.[7]
- AgitAB-500-300 – ”Propagandabomb” avsedd för distribution av flygblad. ”Bomben” har tidrör som gör att den utlöses på lämplig höjd varvid skalet sönderfaller och flygbladen sprids ut.
- BetAB-500 – Betongbrytande bomb med djupinträngningsförmåga.
- BetAB-500SjP – Betongbrytande bomb med raketmotor för ytterligare djupinträngningsförmåga.
- FZAB-500 – Brandbomb fylld med termit.[8]
- OFAB-500U – Splitterbomb med förfragmenterat hölje.
- OFAB-500SjR – Klusterbomb med tre TG-24F substridsdelar.[9]
- OFZAB-500 – Brandbomb med splitterverkan.[10]
- ODAB-500PM – Termobarisk bomb.[11]
- RBK-500 – Klusterbomb med flera olika typer av substridsdelar; AO-2.5RT (splitterbomber), PTAB-1M (pansarbrytande) och ZAB-2.5 (brandbomber)[12]
- ZB-500 – Brandbomb fylld med napalm.[13]
- ZB-500GD – Brandbomb speciellt utformad för att ge bättre verkan i snö och vatten.[13]